# 971 Alsatia
971 Alsatia هو كويكب، يقع ضمن حزام الكويكبات. اكتشف في 23 نوفمبر 1921.

## روابط خارجية
- 971 Alsatia في قاعدة بيانات مختبر الدفع النفاث لأجرام النظام الشمسي الصغيرة

- الاكتشاف · مخطط المدار ·  العناصر المدارية · المعلمات المادية

- 971 Alsatia على موقع ويكي سكاي: DSS2, SDSS, GALEX, IRAS, Hydrogen α, X-Ray, Astrophoto, Sky Map, Articles and images